# Bubbers Badekar
Bubbers Badekar var et dansk børne-tv-program med Niels Christian Meyer som vært, også kendt som Bubber – et navn han har haft fra barnsben.
Programmet opstod i 1988 som en del af morgenprogrammet Morgenflimmer på den københavnske lokal-tv-station Kanal 2. Programmet var udskældt for Bubbers kække og barnlige måde at tale til seerne, der var et nybrud i dansk børne-tv, men det var populært hos børnene.
I 1990 flyttede programmet til landsdækkende tv på TV 2 under navnet Sytten-nul-dut, som var en reference til sendetidspunktet lørdag kl. 17.00. I folkemunde var programmet dog fortsat kendt under navnet Bubbers Badekar.
Programmet var bygget op omkring Bubber, der iklædt bredstribet trøje, smækbukser og omvendt kasket sad i sit badekar – uden vand i – og læste op fra børnebøger, præsenterede seernes indsendte tegninger og viste små film på fjernsynet i badekarret.
Et fast element var, at seerne kunne ringe ind til programmet. Via tv-skærmen kunne de “finde Holger” ved at dirigere kameraet rundt i et opslag i en Find Holger-bog, og de fik lov at synge en sang, der fik den mekaniske “rockblomst” til at danse. Opkaldet sluttede ved, at Bubber og seeren skulle se, hvem af dem der kunne lægge på først.
Udover Bubber optrådte figuren General Dryptud, spillet af Arne Siemsen, såvel ved badekarret som i små film. I de små film optrådte også kamelen Johanna. Figurerne General Dryptud (under navnet Generalen) og Johanna optrådte i 2001 på egen hånd i filmen Ørkenens juvel.
Titelmelodien til Sytten-nul-dut blev årets mest solgte single i 1990 med 40.000 solgte eksemplarer.